# Журавский, Иван Петрович
Иван Петрович Журавский (12 (25) сентября 1867, Ляудона — 31 марта 1964, Рига) — протоиерей Русской православной церкви.

## Биография

### Семья
Отец — Пётр Журавский (1826 — 10 июня 1892), православный священник; окончил Полоцкое духовное училище, Санкт-Петербургскую духовную семинарию (в 1847 г.), 7 марта 1848 года рукоположён в священники к Баловской домовой церкви Полоцкой епархии (ныне город Балви, Латвия), с 1853 по 1856 гг. служил в Скрудалинской церкви Рижской епархии, затем 3 года — в Кальценаве (Керстенбемское благочиние), около 8 лет — в Марциене, 9 лет — в Голгофе, окормлял Стомерзейский и Буцковский приходы, затем 10 лет служил в Лидернской церкви (в Видземе).
Мать — Мелания Журавская. Брат Симеон — православный священник. Три сестры.

### Ранние годы жизни
В детстве с братом и сёстрами посещал богослужения в церкви, где служил их отец, пел на клиросе. Окончил школу в 1884 году, затем поступил в Рижскую духовную семинарию, которую окончил в 1890 году по второму разряду. В свободное от учёбы время — пел в Архиерейском хоре при Рижском Христорождественском соборе.

### Церковная карьера
После окончания Рижской духовной семинарии определён псаломщиком к Виндавской (ныне город Вентспилс) замковой Всехсвятской церкви, в 1891 году перемещён к Рижской Вознесенской церкви.
19 февраля 1892 года рукоположён архиепископом Арсением (Брянцевым) во диакона к Якобштадтской (ныне город Екабпилс) Свято-Духовской церкви.
12 февраля 1895 года рукоположён во священника к Марциенской Алексеевской церкви. Здесь он инициирует реставрацию иконостаса церкви, на православном кладбище устраивает часовню во имя святого благоверного князя Александра Невского (1897) и участвует в построении и открытии Марциенского приходского училища (1899). За свою пастырскую деятельность неоднократно получает благодарности от рижского архиепископа Агафангела (Преображенского).
С 1902 по 1913 год совершает богослужения в Виндаве (ныне Вентспилс), вначале — во Всехсвятской церкви, а с 1906 года — в Николаевской церкви.
В 1913 году назначен настоятелем рижской церкви в честь иконы Божией Матери «Всех скорбящих Радость».
С 1920 по 1940 год — окормляет Рижские тюрьмы: совершает служение в Никольской церкви Центральной Рижской тюрьмы (по ул. Матиса) и в Свято-Сергиевской церкви Рижской пересыльной тюрьмы (на станции Браса). Его трудами здесь были созданы хоры и библиотеки. В этот же период совершает богослужения в домовой церкви в честь святого мученика Фирса, которая находилась в рижской богадельне Фирса Садовникова.
Осенью 1940 года, перед занятием г. Риги немецкими войсками, и тюремные церкви и церковь святого мученика Фирса в богадельне — были закрыты, а имущество расхищено. После этого отец Иоанн полностью отдаёт себя пастырской деятельности и молитве, совершает богослужения в Скорбященской церкви, читает акафисты и служит молебны, окормляет всех приходящих к нему, открыто проповедует слово Божие и смело обличает безбожную власть.
6 декабря 1941 года митрополитом Сергием (Воскресенским) награждён митрой.
В 1945—1946 гг. дополнительно обслуживал рижский приход Благовещения Пресвятой Богородицы, а также совершал еженедельные (по четвергам) молебны в Тихвинской часовне на улице Маскавас, вплоть до 1959 года, когда часовня, по решению рижского исполкома Московского районного совета депутатов трудящихся, была снесена.
24 сентября 1957 года протоиерея Иоанна чествовали в связи с 90-летием и 65-летием служения в священном сане. Святейшим Патриархом Алексием I (Симанским) он был награждён правом ношения второго наперсного креста.
В последние годы жизни претерпел гонения — получил запрет на произнесение в проповедях «соблазнительных и неудобопонятных выражений, примеров и фактов», а также указание при совершении богослужений «строго руководствоваться указаниями служебника». В марте 1962 года о. Иоанна Журавского заставили написать прошение о почислении за штат, после чего, несмотря на множественные просьбы прихожан Скорбященской церкви, он был окончательно отстранён от служения.
В последние годы жизни отец Иоанн посещал храм святого Пророка, Предтечи и Крестителя Господня Иоанна, постоянно причащался, продолжал встречаться со своими духовными чадами.
Скончался о. Иоанн Журавский 31 марта 1964 года, в день двунадесятого праздника Входа Господня во Иерусалим. Отпевание было совершено в Великий Четверток, 4 апреля 1964 года, в рижском храме святого Пророка, Предтечи и Крестителя Господня Иоанна, которое возглавил Преосвященнейший Епископ Рижский и Латвийский Никон (Фомичёв).
Погребён протоиерей Иоанн Журавский на Ивановском кладбище с правой стороны от алтаря Иоанно-Предтеченской церкви.

## Характер
Протоиерей Иоанн Журавский был нестяжателен, раздавал бедным свой заработок. В своё время отказался от выгодного места служения в Рижском кафедральном соборе и принял на себя крест служения в небольшом рижском храме в честь иконы Божией Матери «Всех скорбящих Радость», в рижских тюрьмах, в домовом храме святого мученика Фирса при богадельне Садовникова.
По мере своих сил помогал всем нуждающимся, всегда отзывался на просьбы посетить болящих на дому, с тем чтобы их поисповедовать и причастить.
Будучи опытным священнослужителем, являлся добрым наставником и духовником рижских молодых священников. Старался соблюдать завет апостола Павла о «непрестанной молитве», часто совершал свой молитвенный подвиг в ночное время.
Отец Иоанн был прекрасным законоучителем; в межвоенные годы преподавал Закон Божий, а в некоторых учебных заведениях — преподавал латышский язык.

## Труды
В 1900 году протоиерей Иоанн Журавский издал «Богослужебный сборник для церковного пения» на латышском языке с нотами (Рига, 1900), который стали широко использовать верующие латышских приходов.
В конце 30-х годов XX века подготовил к изданию «Песнослов» (сборник песнопений Всенощного бдения, Литургии, Великого поста), в виде удобного карманного формата для использования верующими; однако, из-за военных событий Второй мировой войны этот сборник был утерян и издан не был.
Приблизительно в это же время протоиерей Иоанн Журавский издал книгу «Записки старого священника», которая была в некотором роде его духовным дневником, описанием его собственного опыта духовного роста.
Авторству протоиерея Иоанна Журавского приписывается книга, посвящённая Иисусовой молитве — «Тайна Царствия Божия, или Забытый путь истинного богопознания. (О внутреннем христианстве)». Однако, считается, что автором её являлся иеромонах Сергий (Ситиков) (1889—1951), а отец Иоанн лишь обладал рукописью этой книги, дополнил её и издал.